# الخلة (النادرة)

تعديل مصدري - تعديل

الخلة هي إحدى قرى عزلة الفجرة بمديرية النادرة التابعة لمحافظة إب، بلغ تعداد سكانها 250 نسمة حسب تعداد اليمن لعام 2004.